# Улица Лисконоженко
Улица Лисконоженко (укр. Вулиця Лисконоженка) — улица на юге Мелитополя в историческом районе Песчаное. Начинается от проезда с проспекта Богдана Хмельницкого, пересекается с переулком Михаила Оратовского и заканчивается перекрёстком с переулком Белякова и Абрикосовым переулком.
Состоит из частного сектора. Покрытие грунтовое.

## Название
Улица названа в честь Николая Гавриловича Лесконоженко (1919-1941) — лётчика, участника Великой Отечественной войны, Героя Советского Союза (посмертно). Николай Лисконоженко прославился тем, что дважды в течение одного боя совершил воздушный таран. В Мелитополе жил с 1932 года, окончил железнодорожное училище. В 1939 году окончил Качинскую военно-авиационную школу, был участником советско-финской войны.

## История
В документах улица Лисконоженко впервые упоминается 16 июля 1964 года в протоколах заседания горисполкома. При этом, когда 29 марта 1963 года утверждалось решение о прорезке соседней улицы Постышева (в настоящее время Южная), говорилось о новой улице «между улицами Белякова и Белоусова», то есть улицы Лисконоженко на тот момент ещё не было, а появилась она в период между этими двумя датами.

## Галерея
|                  |                                                 |                                    |                        |
| вид на телевышку | перекрёсток с пер. М. Оратовского               | народное творчество                | улица весной           |
|                  |                                                 |                                    |                        |
| лужа             | перекрёсток с проездом на ул. Южную и Белоусова | вид со стороны проезда с проспекта | надпись в начале улицы |